# Cruzada Nacional D. Nuno Álvares Pereira
La Cruzada Nacional D. Nuno Álvares Pereira fue un movimiento político portugués conservador, nacionalista y autoritario, activo durante la Primera República Portuguesa, la dictadura militar y el Estado Novo.

## Historia
Creada en junio de 1918, se denominó así por Nuno Álvares Pereira, militar y carmelita portugués del medievo, beatificado en 1918. Concebida con la idea de constituirse como un espacio común de reunión de las culturas políticas del nacionalismo conservador, se consolidó con la forma de lo que se ha llamado una «liga patriótica de élites». No carente de una matriz religiosa, cultivó profusamente rituales e imaginería católica, como, por ejemplo, la implantación a partir de 1928 de una peregrinación religiosa anual en agosto a Vila Nova de Ourém, Fátima, Batalha y Aljubarrota. Participante de la elaboración doctrinal de un nacionalismo de signo autoritario y corporativo en el país, la retórica del discurso de la Cruzada adoptó rasgos revolucionarios fascistizantes en 1926, coincidiendo con el golpe de Estado de mayo.
Se disolvió en octubre de 1938.